# Panorama-Park Sauerland Wildpark
Koordinaten: 51° 4′ 8″ N, 8° 10′ 29″ O
Der Panorama Park Sauerland (auch Panoramapark Kirchhundem, Panorama Park Wildpark Sauerland, Panopark oder PanoramaPark Pano GmbH) bei Rinsecke, einem Ortsteil der Gemeinde Kirchhundem im Kreis Olpe (Nordrhein-Westfalen), ist ein Freizeitpark im Rothaargebirge, der als „Wildpark mit Spiel- und Freizeiteinrichtungen“ betrieben wird.

## Geographische Lage
Der Freizeitpark liegt im Naturpark Sauerland-Rothaargebirge an der Westabdachung des Rothaargebirge-Hauptkamms in der Gemarkung Oberhundem der Gemeinde Kirchhundem – etwa 6 km (Luftlinie) ostsüdöstlich von deren Kernort. Rund um den Eggenkopf (649 m ü. NHN) breitet er sich südlich der Kreisstraße 22 (Rinsecker Straße) aus, die vom Ortsteil Rinsecke vorbei am Parkeingang zur Landesstraße 553 im Osten führt. Letztere verbindet kurvenreich Oberhundem im Nordwesten mit Rüspe (beide zu Kirchhundem) im Südosten und dann weiter nach Südosten mit Röspe (zu Erndtebrück) im Tal der Eder.
Der Park liegt zwischen 545,8 m (an der Nordwestecke des Parks nahe seinem an der K 22 gelegenen Eingang) und 647,3 m (Eggenkopfgipfel im Süden) Höhe. Im Rahmen des Eggenkopfs verläuft durch den Park ein Abschnitt der Rhein-Weser-Wasserscheide. Im Park entspringen die Rinsecke und Lütke Rinsecke als kleine, südöstliche Zuflüsse der Hundem. Etwas südöstlich vorbei am Park führt entlang der Röspe (größtenteils auch Schwarzbach genannt) der Rothaarsteig und 1,75 km (Luftlinie) ostnordöstlich seines Eingangs steht der Aussichtsturm Rhein-Weser-Turm, der vom Park über die K 22 und L 553 zu erreichen ist.

## Geschichte

### Allgemein

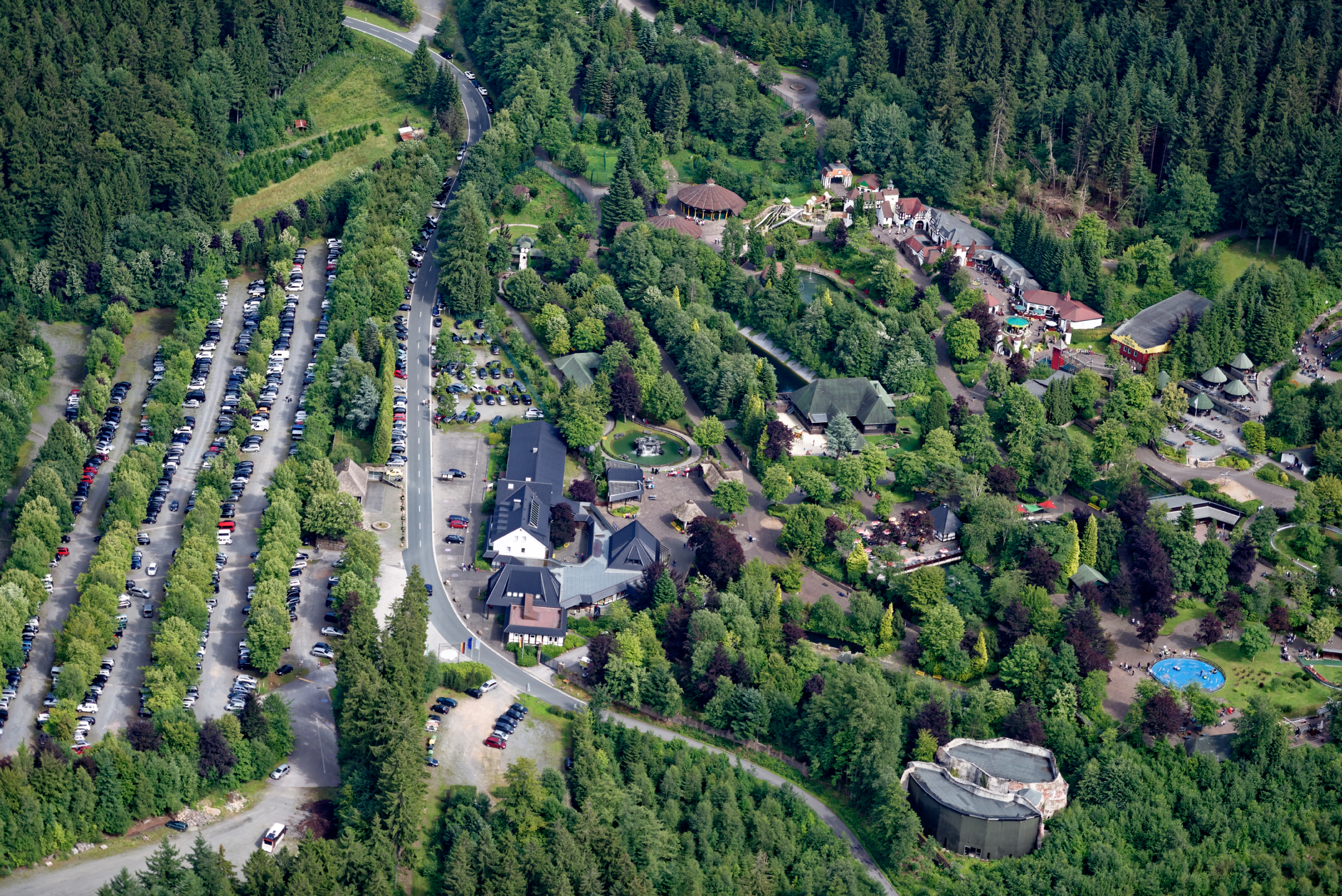
Parkplätze und Parkeingang

Der Freizeitpark wurde am 1. April 1963 von der Familie Schulte-Wrede gegründet. Bis 2007 wuchs er auf 800.000 m² und verfügte über mehr als 40 Attraktionen. In den erfolgreichsten Jahren wurden bis zu 450.000 Besucher gezählt.
Nachdem der Park um die Jahrtausendwende in finanzielle Schwierigkeiten geraten war, wurde er 2003 vom französischen Unternehmen Grévin & Cie übernommen und war damit ein Partnerpark des Fort Fun Abenteuerlands. Im Januar 2008 gab Grévin bekannt, dass der Park an die Firma Henkel des heimischen Unternehmers Siegfried Hamm verkauft worden ist. Henkel führte den Park als Wildpark fort, während die festen Mitarbeiter beim Fort Fun Abenteuerland weiterarbeiteten.

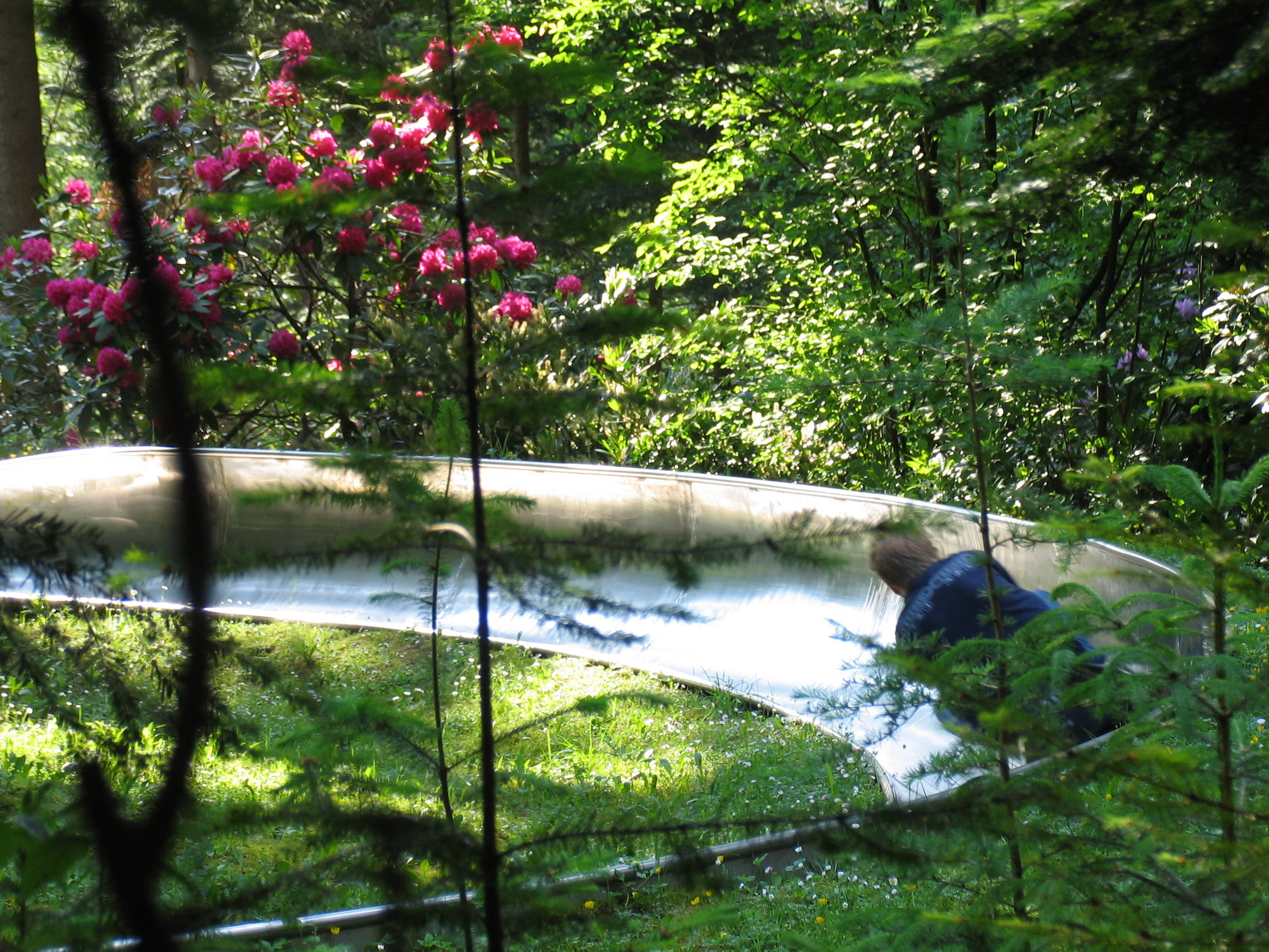
Sommerrodelbahn Fichtenflitzer

Mit Ausnahme der Sommerrodelbahn Fichtenflitzer und dem Sessellift wurden alle Fahrgeschäfte von Grévin abgebaut und entweder verschrottet oder in anderen Parks der Gruppe wieder aufgebaut. Einige Attraktionen wurden an Parks extern der Gruppe verkauft. So ging das Riesenrad beispielsweise an das Freizeitland Geiselwind in Bayern. Neu errichtet wurden eine Kettcarbahn, eine Riesen-Trampolin-Anlage und ein Mega-Hüpfkissen ebenso wie das Funhouse und die Indoor-Spieloase. Der Park wurde am 1. Mai 2008 neu als „Panorama-Park Sauerland Wildpark“ eröffnet.

### Wildpark-Chronik
Seit Gründung des Parks gab es Tiergehege auf dem Bergbereich. Im Wildpark wurden seit Beginn Rothirsche, Damwild, Mufflons und Wildschweine gehalten. Später kamen Amerikanische Bisons,  und weitere Säugetierarten und Vögel hinzu. Es gibt den Pano-Express für die Rundfahrt durch den Wildpark.
Seit Bestehen des Wildparks ist die Hirschbrunft im Oktober eine besondere Attraktion.
| Jahr | Aktion    | Tierart                                                     |
| ---- | --------- | ----------------------------------------------------------- |
| 2008 | Eröffnung | Luchs-Gehege, Wolf-Gehege                                   |
| 2011 | Eröffnung | Zackelschafe, Ouessantschafe, Jakob-Schafe (Vierhornschafe) |
| 2017 | Eröffnung | Alpaka-Gehege, Emus-Gehege                                  |
| 2018 | Eröffnung | Europ. Nerz-Gehege                                          |
| 2019 | Eröffnung | Erdmännchen-Gehege                                          |
| 2023 | Eröffnung | Katta(Lemuren)-Gehege                                       |

## Attraktionen

### Aktuelle Attraktionen

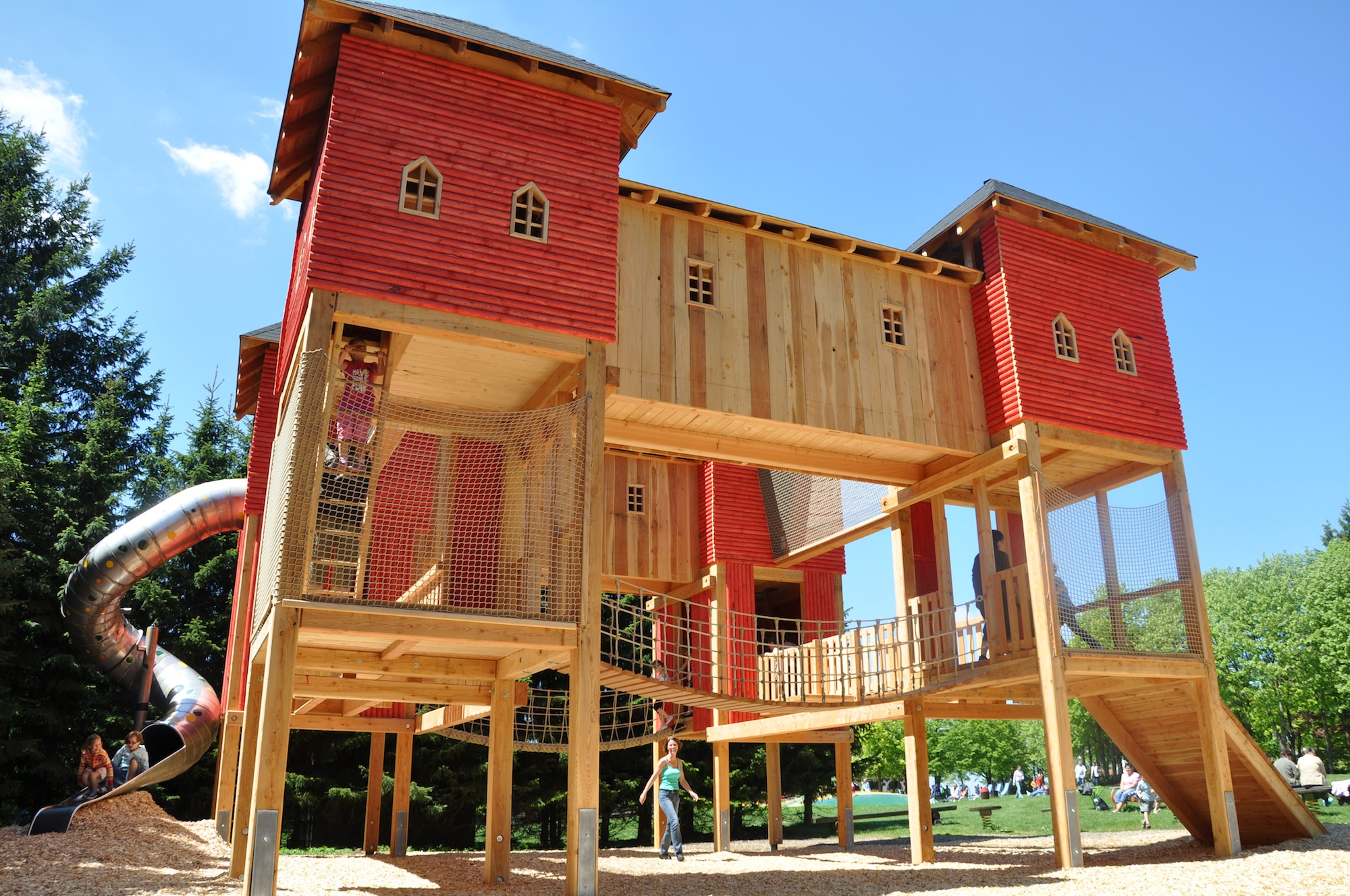
Slidehouse (2010)
Etwas umgebaut und farblich anders gestrichen heißt das Spielgerät nun „Ritterburg“.

Heute gibt es im Park außerhalb des Wildparks einige neue Attraktionen. Hauptattraktion ist der Fichtenflitzer, eine 1.600 m lange Sommerrodelbahn von der Firma Josef Wiegand. Es finden sich die Fahrgeschäfte Mega-Vulkan, Power Paddler, Fun-House, Kettcarbahn, verschiedene Karussells und Laufgeschäfte. Im Spielbereich für die Kinder gibt es das Rutschen-Paradies, Mega-Hüpfkissen, Riesen-Trampolin, Kletterburgen, Indoor-Spielanlagen, große Spielplätze, Pano's Wunderland (Burgenkulisse mit Spielgeräten für Kinder), Softball-Arena, Krähennest, Biberkapelle, Wellenreiter (Schlachbootrutsche), Drachenbahn, Bunny Loop, Bunny Swing, Helios und das Dinoland.
Der Pano-Express fährt durch den Wildpark und dient als Transportmittel zwischen oberem und unterem Parkbereich. Als Transportmittel zwischen oberem und unterem Parkbereich dient auch der Sessellift Pano´s Lift.
Von Mai bis Juni ist die Rhododendronblüte zu sehen. Bis 2007 gab es eine Familien-Halloweenparty am ersten Oktoberwochenende. Seit 2020 findet jedes Jahr das Herbst-Special satt.

### Attraktionen außerhalb des Wildparks bis 2007
Es gab eine Wildwasserbahn, damals Wasserbob genannt, mit drei Abfahrten. Es handelte sich um die einzige von Mannesmann Demag Fördertechnik gebaute derartige Anlage. Die Boote waren anders als bei den meisten Bahnen nicht als Baumstämme, sondern als Bob gestaltet. Es gab ferner einen Rothaarblitz, eine Minenachterbahn, vom Typ Blauer Enzian von der Firma Mack, welche später im Freizeitpark Euro Park (seit 2020 Fabrikus World) in Südfrankreich aufgebaut wurde, und eine Familien-Achterbahn namens Flinker Fridolin von der Firma Zierer, die mit zwei Tunneln in das Gelände eingebettet war; letztere wurde später im BonBon-Land in Dänemark aufgebaut. Das Rundfahrgeschäft Crazy Looop hatte eine Höhe von 13 m. Auch eine Art Schiffsschaukel mit Namen Takka Balla Swing, die sich noch einmal in sich selbst drehte, war vorhanden; dieses Fahrgeschäft wurde später im Fort Fun Abenteuerland aufgebaut. Außerdem gab es die Kartbahn Formel Fun und ein Riesenrad, das später im Freizeitland Geiselwind in Bayern aufgebaut wurde. Ferner existierten die Fahrgeschäfte Oldtimerbahn, Schneckenbahn, Tannenzapfen-Rundfahrt, Floßkarussell Windstärke 14, Super-Rutschbahn, Bumperboats (nur bis 2002), Steinpilz-Wellenflieger (seit 2006 im Avonturenpark Hellendoorn (Niederlande)), Trans-Mobil (nur bis 2006) und Wasserkatapult Spläsch (2006–2008). Ferner gab es ein 180-Grad-Kino (nur bis 2002) und eine Eventhalle Alter Markt (nur bis 2003).
Zudem gab es bis 2007 regelmäßige Veranstaltungen im Panorama-Park. Dabei handelte es sich um die Takka Balla Sommerabende (anfangs Summerfeelings genannt), die Magic Pirates Show (eine Zaubershow), das Puppentheater und den Globus-Familientag. Nur im Sommer gab es die Takka Balla Straßenkünstler. Im Oktober wurde der Hexenherbst veranstaltet. Am 31. Oktober gab es die Familien-Halloweenparty.

### Chronik sonstiger Attraktionen
| Jahr | Aktion     | Attraktion |
| ---- | ---------- | --- |
| 1979 | Eröffnung  | Wasserbob |
| 1982 | Eröffnung  | Rothaarblitz |
| 1983 | Eröffnung  | Fichtenflitzer |
| 1987 | Eröffnung  | Oldtimerbahn |
| 1988 | Eröffnung  | Roter Baron |
| 1989 | Eröffnung  | Tannenzapfen-Fahrt |
| 1992 | Eröffnung  | Riesenrad, Schneckenbahn, Steinpilz |
| 1993 | Eröffnung  | Flinker Fridolin, Formel Fun, Windstärke 14 |
| 1996 | Eröffnung  | Panorama-Lift |
| 1998 | Eröffnung  | Rutschenparadies |
| 2005 | Eröffnung  | Takka-Balla-Swing |
| 2005 | Schließung | Steinpilz |
| 2006 | Eröffnung  | Crazy Loop |
| 2007 | Schließung | Crazy Loop, Flinker Fridolin, Formel Fun, Oldtimerbahn, Riesenrad, Roter Baron, Rothaarblitz, Schneckenbahn, Takka-Balla-Swing, Tannenzapfen-Fahrt, Wasserbob, Windstärke 14 |
| 2008 | Eröffnung  | Hüpfkissen, Kettcarbahn, Riesentrampolin |
| 2009 | Eröffnung  | Sand Oase, Softballarena, Mega-Hüpfkissen |
| 2010 | Eröffnung  | Mega-Vulkan, Power Paddler |
| 2012 | Eröffnung  | Rothaartube |
| 2013 | Eröffnung  | Biberburg, Wichteldorf |
| 2014 | Eröffnung  | Im Reich der Libelle |
| 2017 | Eröffnung  | Wellenreiter |
| 2020 | Eröffnung  | Drachenbahn |
| 2023 | Eröffnung  | Bunny Loop, Bunny Swing, Helios, Dinoland |
| 2024 | Eröffnung  | Renn-Raupen-Bahn |
| 2025 | Eröffnung  | Katta-Kutter Panorama, Ramas Rutsch-Riese |

## Sonstiges
Eine Besonderheit des Panorama-Park Sauerland Wildpark ist die Einbindung in die Natur und die Aufteilung des Parks in einen Tal- und Bergbereich. Beide Parkteile sind mit einem Sessellift, einer Parkbahn oder zu Fuß über die „Rhododendronallee“ zu erreichen.

## Auszeichnungen
(Die Auszeichnungen beziehen sich auf den alten, bis 2007 existierenden Freizeitpark.)
- Stiftung Warentest: gut
- Freizeitpark Tester Team: besonders empfehlenswert für Kinder und Kleinkinder